# 明日に向って走れ!
『明日に向って走れ!』（あすにむかってはしれ）は、1989年10月16日から1990年3月19日まで、フジテレビ系列で放送されたフジテレビ・大映テレビ製作のテレビドラマ。放送時間は毎週月曜19:30 - 19:58(JST)。大映ドラマ常連俳優である松村雄基の初主演作。

## 概要
「どんな人間にも勝つ喜びを手にするチャンスがある」をテーマとして製作されたテレビドラマ。鎌倉にある私立湘葉学園高校はかつては県下随一の優秀校だったが、三流校に落ちた今では教頭たちの金儲け主義による歪な学校運営と生徒の非行化により荒廃していた。かつては全国優勝を果たしたこともある駅伝部を再建すると宣言した森村校長は、この学園の駅伝部OBで元ツッパリの津島海太郎を招聘し、不良たちの巣窟と化した駅伝部の監督に就任。駅伝を通して、海太郎が熱血指導で生徒たちとぶつかりながら、やがて駅伝部と学園を立ち直らせていくストーリーが展開される。
本作は本放送終了以降、地方局やCSでの再放送が行われているが、映像ソフト化はなされていない。

## 出演
- 津島海太郎 - 松村雄基

駅伝部のコーチで、全国優勝当時のメンバー。かつては湘南一の不良と言われ、森村校長に暴力を振るって少年院に送られた前歴を持つ。
- 元宮小百合 - 森尾由美

海太郎と共に、駅伝部の顧問を務めることになる。
- 森村校長 - 阿藤海

教頭と違い、生徒の良き理解者。
- 相馬霧子 - 小川範子

駅伝部で唯一の女子部員。中学生の頃に万引きでの補導歴がある。　
- 吉沢梨絵
- 石渡教頭 - 鈴木ヒロミツ

終盤で駅伝部を廃部に追い込むが汚職が露見し、解雇される。
- 海津謙介 - 遠藤直人

駅伝部員で、部員達のリーダー格。
- 木ノ葉のこ
- 宮下直紀
- 美穂 - 関口めぐみ

徳永が想いを寄せている。第10話から駅伝部マネージャーになる。
- 木塚 - 矢野泰二
- 河合康史
- 小島聖
- 徳永 - 城島茂

東大合格を目指す秀才。受験のため駅伝部を辞めていたが、海太郎らの要請で第10話から駅伝部に復帰。
- 藤沢 - 松川進一郎

駅伝部の選手だったが、第10話でマネージャーに転身。
- 黒川 - 咲輝（現・榊原利彦）
- 小川 - 早川亮
- 緒方理事 - 戸浦六宏
- 徳穂理事長 - 三條美紀
- 岩沢（霧子の父親）：小倉一郎

過去に腕を骨折させられて以降、自堕落な生活を送っていた。
- 岩沢美佐子（霧子の母親） - 生田悦子

美容院を経営をしているが、病気になり入院する。
- ナレーター - 戸谷公次

## スタッフ
- 脚本 - 江連卓
- 演出 - 土屋統吾郎、小島穹、岡本弘、寺山彰男
- 企画 - 亀山千広、中尾嘉伸
- プロデューサー - 柳田博美、千原博司
- 音楽 - 真鍋平太郎

## 主題歌
- RABBIT「Good time & bad time」

## サブタイトル
| 話数 | 放送日          | サブタイトル                   | 監督       |
| ---- | --------------- | ------------------------------ | ---------- |
| 1    | 1989年 10月16日 | その男、不良につき…            | 土屋統吾郎 |
| 2    | 10月23日        | オレ達に監督はいらねェ!        | 土屋統吾郎 |
| 3    | 10月30日        | 嵐の中の七人                   | 土屋統吾郎 |
| 4    | 11月6日         | オレ達に明日はあるのか         | 岡本弘     |
| 5    | 11月13日        | 危険! ケンカ走法               | 岡本弘     |
| 6    | 11月20日        | 万引き少女と呼ばれて           | 土屋統吾郎 |
| 7    | 11月27日        | オレは今日から酒を断つ         | 土屋統吾郎 |
| 8    | 12月4日         | 中間テストをぶっとばせ!        | 土屋統吾郎 |
| 9    | 12月11日        | どうなる? 初めての対抗戦       | 土屋統吾郎 |
| 10   | 12月18日        | あいつは勝利を呼ぶ男           | 土屋統吾郎 |
| 11   | 1990年 1月8日   | 命を賭けた富士登山駅伝         | 小島穹     |
| 12   | 1月15日         | 興奮! オレ達の初勝利           | 小島穹     |
| 13   | 1月22日         | 霧子、怒りの子守唄             | 小島穹     |
| 14   | 1月29日         | 駅伝部最大の危機!              | 土屋統吾郎 |
| 15   | 2月5日          | 熱きキャプテンの説得           | 土屋統吾郎 |
| 16   | 2月12日         | 負けるな! 涙の対抗戦           | 土屋統吾郎 |
| 17   | 2月19日         | 泣くな! 地獄の特訓10日間       | 小島穹     |
| 18   | 2月26日         | 最後のランナーをさがせ!        | 小島穹     |
| 19   | 3月5日          | 大会前夜! プレッシャーも最高潮 | 寺山彰男   |
| 20   | 3月12日         | オトコになるぞ! 神奈川県大会   | 土屋統吾郎 |
| 21   | 3月19日         | さらば落ちこぼれ駅伝部!        | 土屋統吾郎 |